# Cyrtopsis variabilis
Cyrtopsis variabilis är en insektsart som beskrevs av Wei Ying Hsia och Honglei Liu 1993. Cyrtopsis variabilis ingår i släktet Cyrtopsis och familjen vårtbitare. Inga underarter finns listade i Catalogue of Life.